# Sparekassebogen
Sparekassebogen er en dansk stum dramafilm fra 1911 produceret af Biorama og instrueret af  Arvid Ringheim.
Filmen havde dansk premiere i Bioramas biograf den 7. marts 1911. 
En film med identisk handling blev senere samme år indspillet af Nordisk Films Kompagni med August Blom som instruktør. Nordisk Films udgave havde titlen Vildledt Elskov.

## Handling
Den unge bankdirektørdatter Kate sætter penge i banken på en sparekassebog. En ung mand af bedre familie, men med slette vaner, Charles, lægger mærke til Kate, der sætter penge i banken, og lægger en plan. Han planlægger et overfald på Kate, så han kan træde til som "redningsmand". Planen lykkes, og bankdirektørdatteren og hendes forældre, bliver betagede af den unge redningsmand. Betaget er dog ikke vennen Poul, der har været som en bror for Kate, og som synes, der er noget skummelt ved Charles. Charles får dog ikke bankdirektørens samtykke til ægteskab, og han får så lokket Kate til at flygte med ham, og minder hende og at tage sparekassebogen med sig. Poul har dog overhørt Poul en samtale, som Charles har haft, og sammenhængen er herefter gået op for Poul, der går til politiet. Politiet dukker op i sidste øjeblik, og Charles arresteres, og Poul og Kate kan få hinanden.

## Medvirkende
- Vera Brechling, Kate, bankdirektørens datter
- Lauritz Olsen, Vennen
- Arvid Ringheim, Charles
- Victoria Petersen, Bankdirektørens hustru
- Rigmor Jensen, Fabrikspige
- Edvard Jacobsen
- Agnes Lorenzen, Stuepige
- Adolf Jensen, Bankdirektøren